# 유융노
유융노(劉戎奴, ? ~ 기원전 154년)는 전한 전기의 제후로, 제도혜왕의 손자이다.

## 행적
문제 6년(기원전 174년), 아버지 유피군의 뒤를 이어 관후(管侯)에 봉해졌다.
경제 3년(기원전 154년), 반란을 일으켜(오초칠국의 난) 주살되었다.

## 출전
- 사마천, 《사기》 권19 혜경간후자연표
- 반고, 《한서》 권15상 왕자후표 上

| 선대 아버지 관공후 유피군 | 전한의 관후 기원전 174년 ~ 기원전 154년 | 후대 (봉국 폐지) |